# Sirop de poire de terre

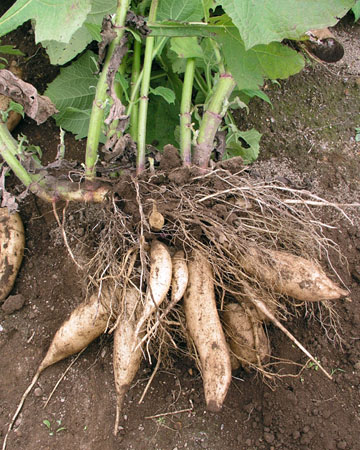
Le tubercule de la poire de terre.

Le sirop de poire de terre (ou sirop de yacón) est un sirop obtenu à partir du tubercule du Smallanthus sonchifolius une plante de la  Cordillère des Andes. Il a l'aspect et l'odeur d'un caramel brun.

## Tubercule
Le tubercule de la poire de terre fut utilisé par les Incas et est encore consommé au Pérou pour ses propriétés nutritionnelles (il est riche en fibres et pauvre en calories).
Le tubercule contient des fructanes (glucides à base de fructose) comme l'inuline (une fibre alimentaire) et divers fructo-oligosides (FOS). L'inuline n'est pas sucrée et n'est pas digestible, par contre une partie des FOS est digérée mais de façon lente.

## Production
Les tubercules sont récoltés tout au long de l'année au Pérou dans les régions où il n'y a pas de gelée. Ensuite ils sont lavés, épluchés (pour éliminer les composés amers) et coupés en morceaux. Par pressage on obtient un jus de yacón de couleur vert possédant un degré Brix de 8 à 12. La couleur verte provient de l'oxydation enzymatique de composés phénoliques par des polyphénoloxidases (PPO). Le jus est filtré pour éliminer les composés insolubles. Le jus est ensuite concentré par évaporation suivant des techniques similaires à celles de la fabrication du sirop d'érable. Le processus de concentration est arrêté lorsque le sirop possède un °Brix de 73. Le sirop est filtré pour retirer les sucres cristallisés.

## Composition
Le sirop de poire de terre est composé de 65 à 70 % de glucides, de 25 % d'eau, de 1 à 2 de protéines et moins de 0,1 % de lipides. Le sirop contient peu de minéraux en dehors du potassium à hauteur d'un pour cent. La composition des glucides varie suivant les variétés de poire de terre et les paramètres de production : FOS (10-50 %), saccharose (10-20 %), fructose (8-25 %) et glucose (2-15 %). Ces variations vont influencer le pouvoir sucrant et la valeur calorifique finale du sirop. Les FOS étant quatre fois moins édulcorants et deux à trois fois moins calorifiques que le saccharose, plus il y aura de FOS, moins le sirop sera sucré et riche en calories assimilables.

## Caractéristiques
Le sirop de poire de terre est stable sur une longue période de stockage tant que le pH est au-dessus de cinq ; en dessous, les FOS s'hydrolysent en sucres simples assimilables, glucoses et fructoses. 
La consommation régulière de sirop de poire de terre semble bénéfique pour les personnes en surpoids.

## Utilisations
Le sirop de  poire de terre peut être utilisé pour les mêmes applications que le sirop d'érable, le miel ou le sirop de canne.